# Tohi sombre
Atlapetes fuscoolivaceus
Espèce
Statut de conservation UICN

 NT  : Quasi menacé
Le Tohi sombre (Atlapetes fuscoolivaceus) est une espèce de passereaux de la famille des Passerellidae.

## Répartition
Il est endémique de Colombie.
Il vit dans la forêt sempervirente de montagne entre 1 600 et 2 400 m. Il peut survivre dans la forêt secondaire et dans la forêt dégradée.